# Muntele Mic
Muntele Mic est une montagne, ainsi qu'une petite station de ski qui a été développée sur ses pentes. Ils sont situés dans le Județ de Caraș-Severin, dans les Carpates méridionales, dans le sud-ouest de la Roumanie.